# Are U Gonna Tell Her?
«Are U Gonna Tell Her?» es una canción de la cantante y compositora sueca Tove Lo, lanzado el 27 de noviembre de 2019 como sencillo de su cuarto disco de estudio Sunshine Kitty. Fue coescrita con el cantante brasileño MC Zaac.

## Antecedentes y composición
La canción fue escrita por Lo, unto a Jakob Jerlström, Ludvig Soderberg, MC Zaac, Umberto Tavares y Jefferson Junior, con la producción del dúo sueco The Struts. En una entrevista con Apple Music, Lo explicó que la canción surgió de una "sesión de grabación experimental cuando estaba borracha con Ludvig y Jakob. Tocaron la pista y yo dije: "Esto es jodidamente bueno, ¿qué haremos con esto?". La canción trata sobre una conexión de culpa y de cometer errores, sobre la infidelidad. Tenía muchas ganas de trabajar con un artista brasileño porque tengo mucho amor por Brasil; MC Zaacera era alguien que me recomendaban muchas personas. Escuchamos su música y sentimos que su voz sería perfecta. Fue complicado porque no habla inglés, tanto él como nadie de su equipo. Terminamos encontrando a alguien para traducir una sesión muy interesante en FaceTime".
Are U Gonna Tell Her? está construido alrededor de un riff de sintetizador frenético, y las interjecciones ocasionales altamente grabadas de MC Zaac añaden tensión a la base musical. Tove canta el primer verso, dejando a MC Zaac el espacio del pre-coro, lleno de onomatopeyas, sostenido por un coro más delicado de Lo.

## Video musical
Un primer vídeo lírico de la canción fue subido al canal de YouTube de Tove Lo el 14 de noviembre de 2019. El video muestra a Tove bailando frente a un gran edificio bajo el resplandor de las luces nocturnas. También baila en lo que parece ser una piscina vacía, iluminada por luces azules. MC Zaac aparece en su estudio, sentado en una escalera, generalmente con sus planos en blanco y negro. A lo largo del video, la letra de la canción aparece en la parte inferior de la pantalla, en estilo karaoke.
El video musical oficial de la canción fue lanzado el 29 de enero de 2020. En el clip, Lo sigue a dos amantes desprevenidos durante su explosiva aventura sexual en un pintoresco restaurante en São Paulo (Brasil). Allí, la chica establece una conexión sensual, transformada en una coreografía exultante y "en llamas", con una de las empleadas del lugar. Todo esto bajo la mirada de la cantante. Ambas mujeres protagonistas (clienta y camarera) se miran con recelo en el lugar, "la tensión aumenta con las bebidas" con los latidos pulsantes e hipnóticos mientras suena un repetido "boom, boom, boom, boom, boom" cantado por MC Zaac.
Gustavo Moraes y Marcos Lafer, integrantes del dúo Alaska Filmes, dirigieron el video musical. Respecto al trabajo, Tove declaró: “Brasil tiene un lugar muy especial en mi corazón. ¡Tener la oportunidad de grabar este clip en São Paulo, con un equipo y elenco de brasileños, fue increíble! ¡Estoy trabajando mi portugués! Creo que este video es simplemente perfecto y estoy muy agradecido con todos los involucrados en el desarrollo de esta obra de arte".